# Zöld fűrészesrája
A zöld fűrészesrája (Pristis zijsron) a porcos halak (Chondrichthyes) osztályának Rhinopristiformes rendjébe, ezen belül a fűrészesrájafélék (Pristidae) családjába tartozó faj.

## Előfordulása

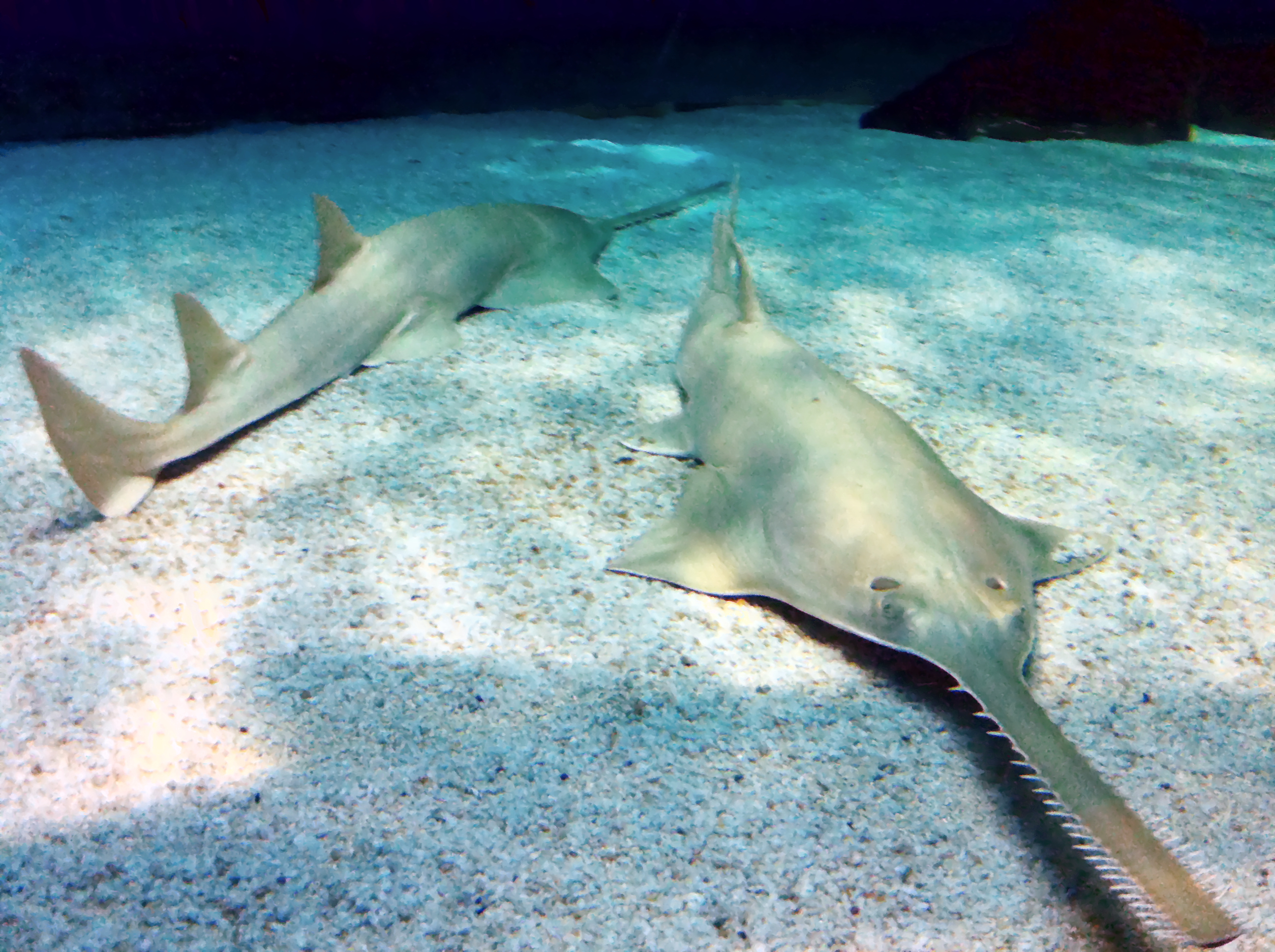
Két akváriumi példány

A zöld fűrészesrája az Indiai- és a Csendes-óceánokban fordul elő. Kelet-Afrikától Pápua Új-Guineáig található meg; északon Kína, délen az ausztráliai Új-Dél-Wales képezi elterjedési területének a határát. A Vörös-tengerben is él.

## Megjelenése
Általában 550 centiméter hosszú, de akár 730 centiméteresre is megnőhet. 430 centiméteresen számít felnőttnek. A hal teste felül sötét szürke vagy feketés-barna, alul fehéres vagy sárgás.

## Életmódja
Ez a trópusi halfaj, egyaránt megél a sós-, édes- és brakkvízben is. 5 méternél mélyebbre nemigen merül le. A legtöbbször a fenéken ül, csőrszerű képződményét kissé megemelve. Tápláléka halak és gerinctelenek.

## Szaporodása
A zöld fűrészesrája ál-elevenszülő, vagyis a hím által megtermékenyített peték, a nőstény petefészek vezetékének üregében fejlődnek ki. Ha eljön a szülés ideje, az anya kitolja az érett petéket (ikrákat). A belső nyomástól feszülő ikraburok a szülés pillanatában szétreped, és a kis halivadék a szülőcsatornából a szó szoros értelmében, általában farokkal előre, kilökődik az anya testéből.

## Felhasználása
A zöld fűrészesráját halásszák. A sporthorgászok kedvelik. Húsát ízletesnek tartják.